# Wałowice (gmina w województwie zielonogórskim)
Wałowice – dawna gmina wiejska istniejąca w latach 1945–1954 i 1973–1976. Siedzibą władz gminy były Wałowice.
Gmina Wałowice powstała po II wojnie światowej (1945) na terenie tzw. Ziem Odzyskanych (tzw. III okręg administracyjny – Pomorze Zachodnie). 25 września 1945 gmina – jako jednostka administracyjna powiatu gubińskiego – została powierzona administracji wojewody poznańskiego, po czym z dniem 28 czerwca 1946 została przyłączona do woj. poznańskiego. 6 lipca 1950 gmina wraz z całym powiatem gubińskim weszła w skład nowo utworzonego woj. zielonogórskiego.
Według stanu z 1 lipca 1952 gmina składała się z 10 gromad: Budoradz, Drzeńsk Mały, Drzeńsk Wielki, Jaromirowice, Komorów, Kosarzyn, Łomy, Niemaszchleba, Wałowice i Żytowań. Gmina została zniesiona 29 września 1954 wraz z reformą wprowadzającą gromady w miejsce gmin.
Jednostkę reaktywowano 1 stycznia 1973; tym razem weszła ona w skład powiatu krośnieńskiego w woj. zielonogórskim. 1 czerwca 1975 gmina weszła w skład nowo utworzonego (mniejszego) woj. zielonogórskiego. 15 stycznia 1976 gmina została zniesiona, a z jej obszaru (oraz z obszaru znoszonych gmin Stargard Gubiński i Grabice) utworzono nową gminę Gubin.